# Mazda Chantez
El Mazda Chantez (マツダ・シャンテ, Matsuda Shante) fou un model d'automòbil lleuger o kei car produït pel fabricant d'automòbils japonés Mazda entre els anys 1972 i 1976. Era un hatchback de dues portes i quatre places que substituïa el Mazda Carol i competia amb els Daihatsu Fellow Max, Honda Life, Mitsubishi Minica, Subaru Rex i Suzuki Fronte. El nom del model, "Chantez", és la forma en segona persona plural del present indicatiu del verb Chanter en francés, que en català vol dir "Canteu".

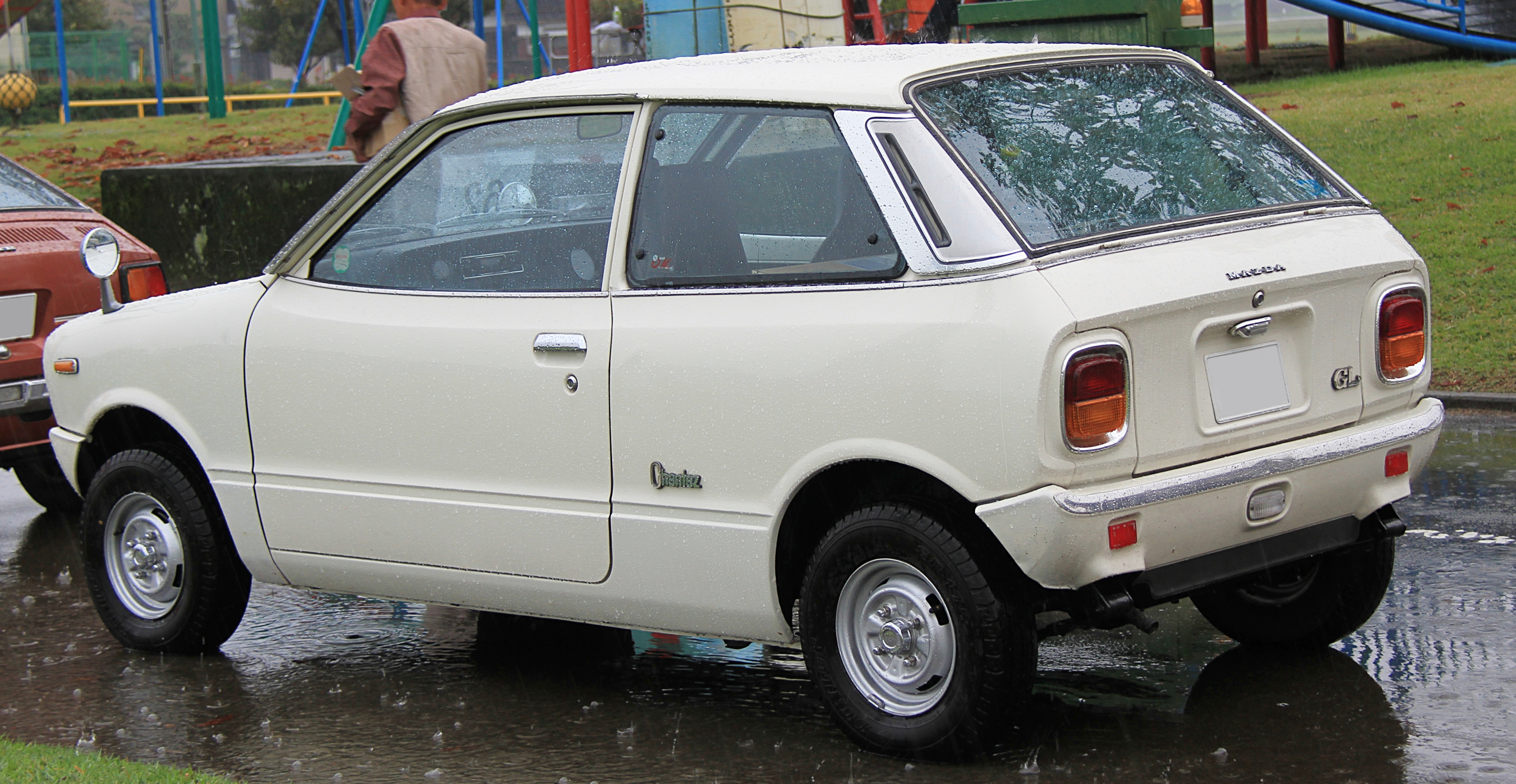
Darrera del Chantez GL (1974)

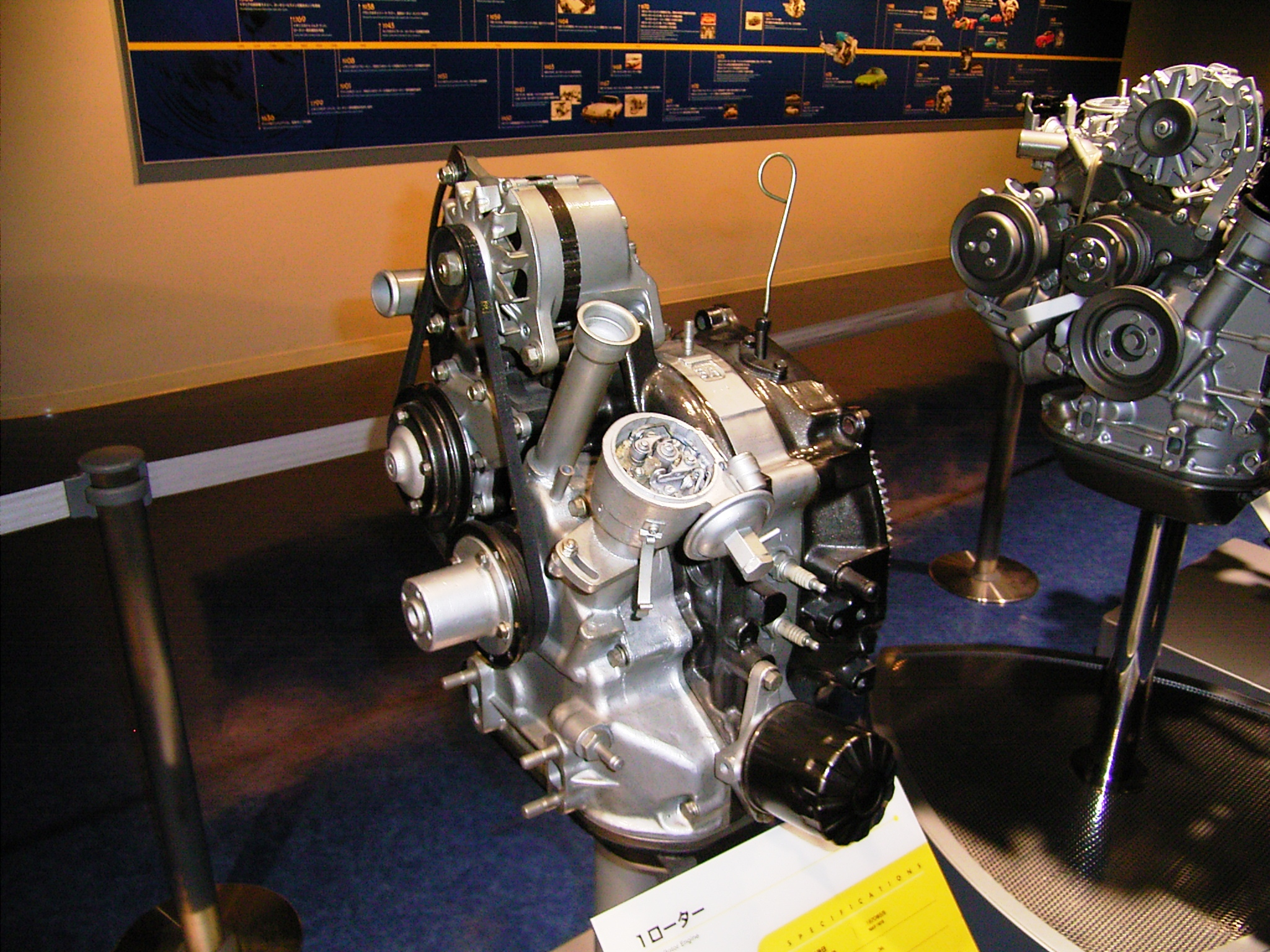
Projecte de Motor rotatiu 3A

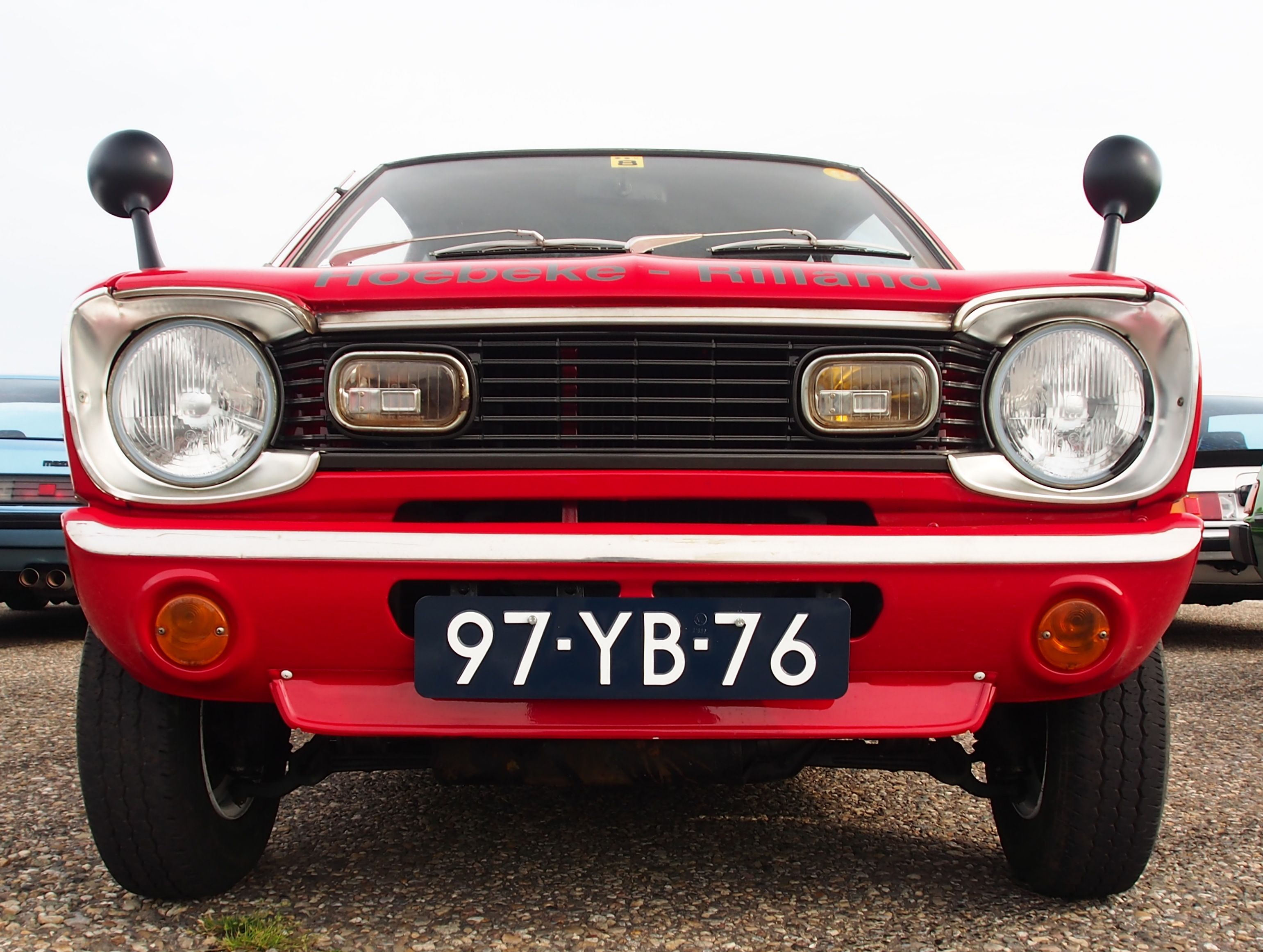
Graella del Chantez GL (1972)

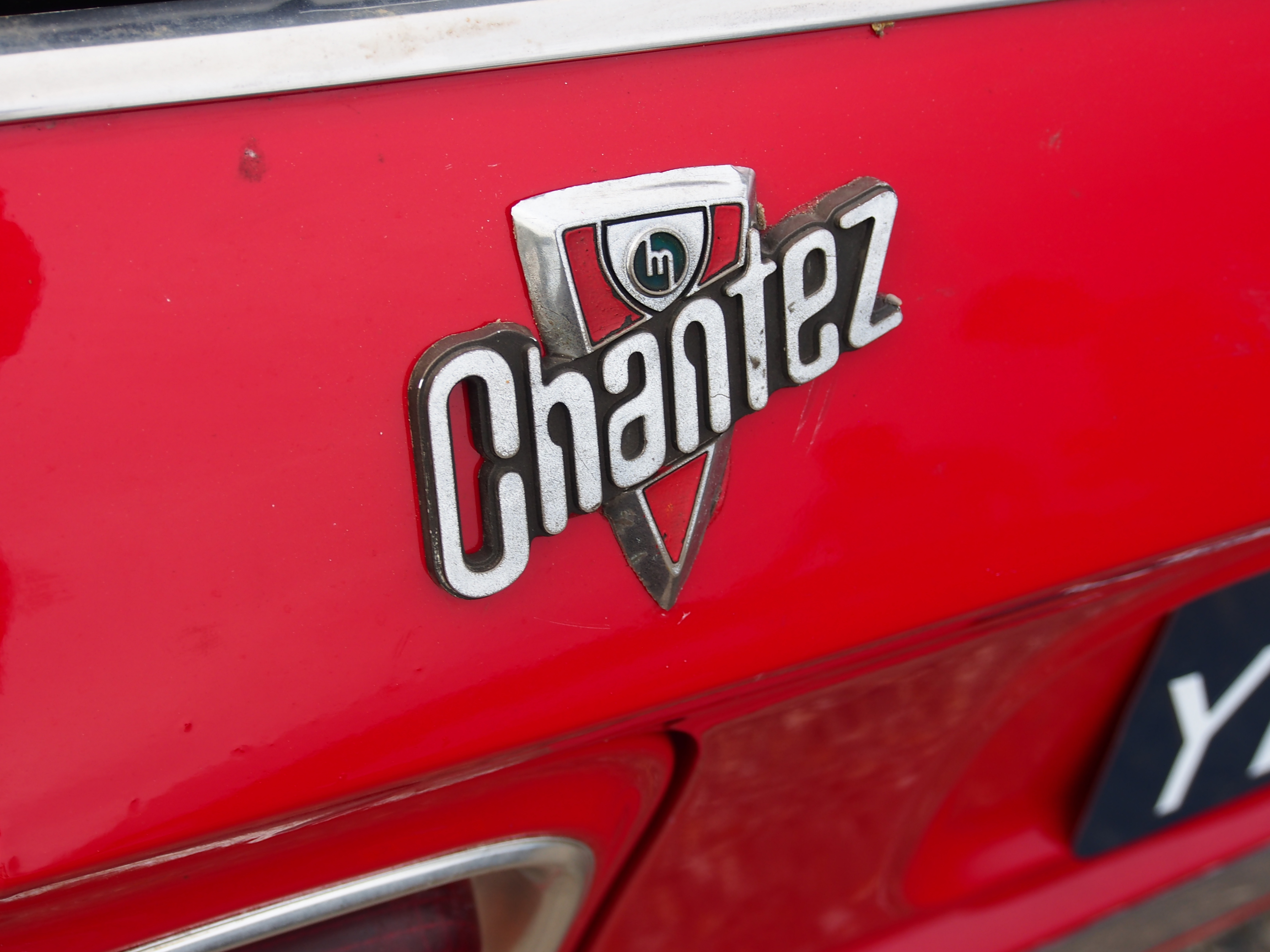
Logo del Mazda Chantez (1974)

El Mazda Chantez (nom en codi KMAA) tenia una batalla de 2.200 mil·límetres (mm), més llarga que la de la majoria dels seus competidors i equipava el potent motor de dos temps AA que ja incorporava el Mazda Porter. Amb 35 cavalls de potència (cv), la velocitat màxima era de 115 quilòmetres per hora (km/h) i el temps d'acceleració en 400 metres era de 20,6 segons. En proves més recents (principis de la dècada del 2000), un Chantez GFII de 1972 tardava 35,8 segons de 0 a 100 km/h. El motor estava instal·lat longitudinalment al davant del vehicle propulsant les rodes del darrere i la roda de recanvi es trobava situada prop del motor, a la part dreta.
Inicialment, estava previst que el Chantez equipara un motor rotatiu Wankel d'un sol rotor, un derivat de del Mazda Familia Rotary, provant-se els prototips cap el 1970. La situació econòmica de Mazda i les pressions dels altres fabricant d'automòbils lleugers, que consideraven aquest tipus de motors un perillós avantatge, va fer que finalment Mazda no comercialitzara el model amb el motor rotatiu. Com a resultat de no haver pogut desenvolupar el model originalment ideat, Mazda va perdre l'interés en els kei car i el model no va tindre successor quan deixà de produir-se l'any 1976 quan canviaren les lleis sobre kei car. Mazda deixà de produir automòbils lleugers de passatgers fins a l'any 1989 amb la reintroducció de l'Autozam Carol, un OEM del Suzuki Alto, no produint cap motor propi per a aquest tipus des d'aleshores.
Els graus d'equipament anaven des del més bàsic L (menys cromats, para-xocs i pilars B del color de la carrosseria) passant pels LX, GL, GF i GLII fins a arribar al top de gama GFII, que equipava interior esportiu, llantes amb radis i pintura bicolor. El juliol de 1972 els preus oscil·laven entre els 340.000 i els 465.000 iens.
A finals del 1974, anticipant-se al canvi de llei amb el canvi d'any, el para-xocs davanter i l'espai per a matricules fou modificat per tal d'acollir les noves i més grans plaques de matrícula.